# Gorybia zonula
Gorybia zonula là một loài bọ cánh cứng trong họ Cerambycidae.